# Exploración china
La exploración china incluye los viajes exploratorios de los chinos al extranjero, por tierra y por mar, desde el siglo II a. C. hasta el siglo XV.

## Exploración Terrestre

### Cordillera de Pamir y más allá

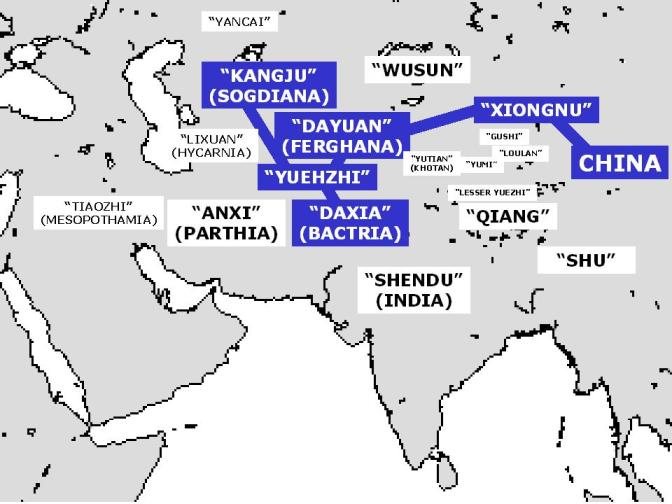
Países descritos en el informe de Zhang Qian (los países visitados se destacan en azul)

El enviado Han, Zhang Qian, viajó más allá de la Cuenca del Tarim en el siglo II a. C., introduciendo a los chinos en los reinos de Asia Central, la Persia helenizada, la India y el Oriente Medio.
Desde el 104 al 102 a. C., el emperador Wu de Han libró una guerra contra los "Yuezhi" que controlaban "Dayuan", un reino helenizado de Ferganá establecido por Alejandro Magno en el 329 a. C.
Gan Ying, emisario del general Ban Chao, quizás haya viajado hasta la Siria romana a finales del siglo I d. C. Después de estos descubrimientos iniciales, el foco de la exploración china se desplazó a la esfera marítima, aunque la Ruta de la Seda que conducía a Europa continuó siendo la fuente de comercio más lucrativa de China.
El peregrinaje del monje budista Xuanzang desde Chang'an a Nalanda en la India no solo aumentó enormemente el conocimiento del budismo en China —devolviendo más de 650 textos incluyendo los Sutras del Corazón y la Perfección de la Sabiduría— e inspiró la inmensamente influyente novela Viaje al Oeste. También condujo a la publicación por Xuanzang de los Registros del Gran Tang sobre las regiones occidentales, un texto que introdujo a China en ciudades indias como el puerto de Calicut y registró muchos detalles de la Bengala del siglo VII para la posteridad.

## Exploración marítima

### Mar de la China Meridional
Antes del advenimiento de la brújula de marinero inventada por los chinos en el siglo XI, los vientos estacionales del monzón controlaban la navegación, soplando hacia el norte desde la zona ecuatorial en el verano y hacia el sur en el invierno. Esto probablemente explica la facilidad con la que los viajeros neolíticos de China continental podían establecerse en la isla de Taiwán en tiempos prehistóricos. Después de derrotar al último de los Reinos Combatientes y consolidar un imperio sobre la China propia, la marina china del período de la dinastía Qin (221-206 a. C.) asistió a la invasión por tierra de Guangzhou y del norte de Vietnam. (Llamada primero Jiaozhi y luego Annam, la mitad norte de Vietnam no se independizaría completamente del dominio chino hasta el año 938 d. C.). En 1975, un antiguo astillero excavado en Guangzhou fue datado en la temprana dinastía Han (202 a. C. - 220 d. C.) y, con tres plataformas, fue capaz de construir barcos de aproximadamente 30 m de largo, 8 m  de ancho, y podía soportar un peso de 60 toneladas métricas.
Durante los Tres Reinos, se sabe que los viajeros de Wu Oriental exploraron la costa. Los más importantes fueron Zhu Ying (朱應) y Kang Tai, ambos enviados por el Gobernador de Guangzhou y Jiaozhi Lü Dai a principios del siglo III. Aunque cada uno escribió un libro, ambos se perdieron en el siglo XI: El Registro de Zhu de las Curiosidades de Funán (Chino tradicional: 扶南異物誌, simplificado: 扶南异物志, Fúnán Yìwù Zhì) en su totalidad y Los Cuentos de Kang Sobre Países Extranjeros Durante el Período Wu (Chino tradicional: 吳時外國傳, simplificado: 吴时外国传, Wúshí Wàiguó Zhuàn) solo sobrevivieron en referencias dispersas en otros trabajos, incluyendo el Shuijing Zhu y el Yiwen Leiju.
Más tarde, durante el Jin Oriental, un rebelde conocido como Lu Xun logró defenderse de un ataque del ejército imperial durante cien días en el año 403 antes de navegar hacia el Mar de la China Meridional desde una comandancia costera. Durante seis años, ocupó Panyu, el mayor puerto marítimo del sur de esa época.

### Sudeste asiático
Entre los siglos XV y XVIII, gran parte del sudeste asiático fue explorada por comerciantes chinos. Algunas partes de Malasia fueron colonizadas por familias chinas en esta época, y las guarniciones chinas se establecieron de manera similar, algunos comerciantes chinos se establecieron en el norte de Java en el siglo XV, y después de que China volviera a legitimar el comercio exterior en 1567 (concediendo licencias para 50 juncos al año), se desarrollaron cientos de colonias comerciales chinas en lo que hoy es Malasia, Indonesia y Filipinas.

### Océano Índico y más allá

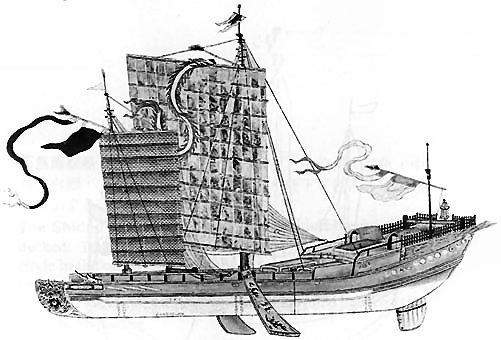
Un barco de juncos de la Dinastía Qing, siglo XVIII; los barcos chinos del período Song tenían cascos con compartimentos estancos.

Los enviados chinos navegaron en el Océano Índico desde finales del siglo II a. C. y, según informaron, llegaron a Kanchipuram, conocido como Huangzhi (黄支) para ellos, o, en su defecto, a Etiopía, como afirman los estudiosos etíopes. A finales del siglo IV y principios del V, peregrinos chinos como Fa Xian, Zhiyan y Tanwujie comenzaron a viajar por mar a la India, trayendo las escrituras y sutras budistas a China. En el siglo VII, hasta 31 monjes chinos registrados, incluyendo el I Ching, lograron llegar a la India de la misma manera. En 674 el explorador privado Daxi Hongtong fue uno de los primeros en terminar su viaje en el extremo sur de la Península arábiga, después de viajar a través de 36 países al oeste del Mar de la China Meridional.
Los mercaderes y diplomáticos marinos chinos de la dinastía medieval Tang (618-907) y de la dinastía Song (960-1279) solían navegar hacia el Océano Índico después de visitar los puertos del Asia sudoriental. Los marineros chinos viajaban a Malasia, India, Sri Lanka, al Golfo Pérsico y remontaban el río Éufrates en el actual Irak, a la península arábiga y al Mar Rojo, deteniéndose para comerciar con mercancías en Etiopía y Egipto (ya que la porcelana china era muy valorada en el antiguo Fustat, El Cairo). Jia Dan escribió Ruta entre Guangzhou y el Mar Bárbaro a finales del siglo VIII que documentó las comunicaciones extranjeras, el libro se perdió, pero el Xin Tangshu conservó algunos de sus pasajes sobre las tres rutas marítimas que unen China con África Oriental. Jia Dan también escribió acerca de los altos minaretes de los faros en el Golfo Pérsico, que fueron confirmados un siglo más tarde por Ali al-Masudi y al-Muqaddasi. Además de la obra inicial de Jia Dan, otros escritores chinos describieron con precisión África a partir del siglo IX; por ejemplo, Duan Chengshi escribió en el año 863 sobre la trata de esclavos, el comercio de marfil y el comercio de ámbar gris de Berbera, Somalia. Los puertos marítimos de China como Guangzhou y Quanzhou - los centros urbanos más cosmopolitas del mundo medieval - acogieron a miles de viajeros extranjeros y colonos permanentes. Los barcos de juncos chinos fueron incluso descritos por el geógrafo marroquí Al-Idrisi en su Geografía de 1154, junto con las mercancías habituales que comerciaban y transportaban a bordo de sus buques.

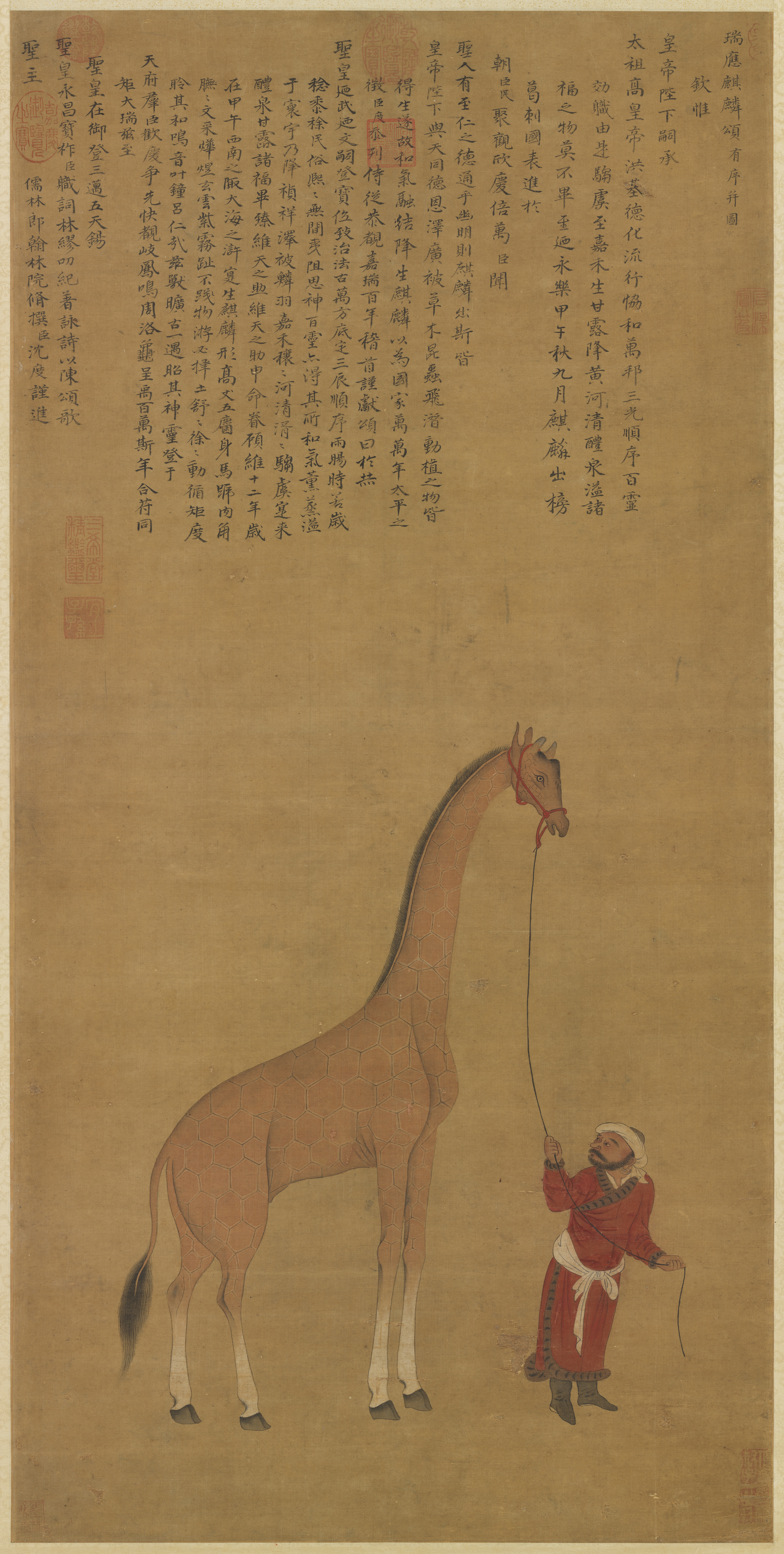
Una jirafa traída de Somalia en el duodécimo año de Yongle (1414)

De 1405 a 1433, grandes flotas comandadas por el almirante Zheng He - bajo los auspicios del emperador Yongle de la Dinastía Ming - viajaron al Océano Índico siete veces. Este intento no llevó a China a la expansión mundial, ya que la burocracia confuciana del siguiente emperador invirtió la política de exploración abierta y para 1500, se convirtió en un delito capital construir una embarcación de juncos con más de dos mástiles. Los comerciantes chinos se contentaron con comerciar con los estados tributarios ya existentes en las cercanías y en el extranjero. Para ellos, viajar al lejano oriente en el Océano Pacífico representaba entrar en un amplio yermo de agua con beneficios inciertos de comercio

### Intercambios
Los musulmanes chinos tradicionalmente atribuyen al viajero musulmán Sa'd ibn Abi Waqqas la introducción del Islam en China en el año 650, durante el reinado del emperador Gaozong de Tang, aunque los eruditos seculares modernos no encontraron ninguna evidencia histórica de que viajara realmente a China. Existe documentación que en 1008 el capitán marítimo fatimí egipcio Domiyat, en nombre de su gobernante, el imán Al-Hákim bi-Amr Allah, viajó al lugar de peregrinación budista en Shandong para buscar al emperador Zhenzong de Song con regalos de su corte. Esto reestableció los lazos diplomáticos entre China y Egipto que se habían roto desde el período de las Cinco Dinastías y los Diez Reinos (907-960). La embajada comercial del gobernante indio Kulothunga Chola I a la corte del emperador Shenzong de Song en 1077 resultó ser un benefactor económico para ambos imperios.

## Técnicas
En China, la invención del timón montado en la popa apareció ya en el siglo I d. C., permitiendo una mejor dirección que con el uso de la fuerza de los remeros. El ingeniero e inventor del Reino de Cao Wei, Ma Jun (c. 200-265 d. C.), construyó la primera "Carroza que apunta hacia el sur", un complejo dispositivo mecánico que incorporaba un engranaje diferencial para navegar en tierra, y (como alude un texto del siglo VI) también por mar. Mucho más tarde, el científico polimatemático chino Shen Kuo (1031-1095 d. C.) fue el primero en describir la aguja-brújula magnética, junto con su utilidad para una navegación precisa al descubrir el concepto del verdadero norte. En sus Charlas de la Mesa de Pingzhou de 1119 d. C., el autor marítimo de la Dinastía Song, Zhu Yu, describió el uso de compartimentos de mamparos separados en los cascos de los barcos chinos. Esto permitía que las condiciones de estanqueidad y la capacidad de un barco no se hundiera si una parte del casco se dañaba.